# Ab Klink
Abraham (Ab) Klink (Stellendam, 2 november 1958) is een Nederlands hoogleraar zorg, arbeid en politieke sturing aan de Vrije Universiteit Amsterdam. Van 2007 tot 2010 was hij minister van Volksgezondheid, Welzijn en Sport in het kabinet-Balkenende IV. Daarvoor was hij van 2003 tot 2007 Eerste Kamerlid en in 2010 kortstondig Tweede Kamerlid. Hij bekleedde de politieke functies als lid van het Christen-Democratisch Appèl (CDA). 

## Biografie

### Jeugd en opleiding
Klink is geboren in Stellendam op het Zuid-Hollandse eiland Goeree-Overflakkee. Na de mavo te hebben doorlopen in Middelharnis doorliep Klink achtereenvolgens de havo en het vwo op het Wartburg College, een christelijke scholengemeenschap op reformatorische grondslag te Rotterdam. Vervolgens studeerde hij van 1978 tot 1984 sociologie aan de Erasmus Universiteit in Rotterdam.
Na zijn studie was Klink werkzaam bij het Wetenschappelijk Instituut voor het CDA (1984-1992) en bij het ministerie van Justitie (1992-1999) waar hij politiek medewerker van minister Ernst Hirsch Ballin was. In 1991 promoveerde hij aan de Universiteit Leiden in de rechtsgeleerdheid bij Hans Franken op het proefschrift Christen-democratie en overheid: de christen-democratische politieke filosofie en enige staats- en bestuursrechtelijke implicaties.

### Wetenschappelijk instituut, lid Eerste Kamer
Van 1999 tot februari 2007 was Klink directeur van het Wetenschappelijk Instituut voor het CDA. Bij de Eerste Kamerverkiezingen van 2003 werd hij voor zijn partij gekozen in de Eerste Kamer der Staten-Generaal. In het parlement hield hij zich bezig met onderwijszaken en gezondheidszorg. Hij was voorzitter van de vaste commissie voor Onderwijs. Voorafgaand aan de Tweede Kamerverkiezingen van 2006 was hij secretaris en auteur van de programmacommissie van het CDA. 

### Minister van VWS
Op 22 februari 2007 werd Klink beëdigd als minister van Volksgezondheid, Welzijn en Sport in het kabinet-Balkenende IV. Zijn functies bij het wetenschappelijk bureau van het CDA en in de Eerste Kamer legde hij om die reden neer. Gedurende zijn periode als directeur bij het wetenschappelijk bureau van het CDA werkte hij aan series als Het Wachten Moe en Kantelingen. 
Hoewel zijn voorganger Hans Hoogervorst de horeca tot 2009 de ruimte wilde geven het roken terug te dringen, gaf Klink bij zijn ambtsaanvaarding aan dat hij binnen een jaar tijd een rookverbod in de horeca wilde invoeren. Het verbod ging uiteindelijk op 1 juli 2008 in. Op aandringen van de Tweede Kamer voerde Klink per 1 december 2008 tevens een verbod op paddo's in.
In 2007 wijzigde hij de Zorgverzekeringswet en de zorgtoeslag. De no-claimteruggave werd hierbij vervangen door een verplicht eigen risico. De vrijheid van zorgverzekeraars om te contracteren werd vergaand uitgebreid, terwijl hij tegelijkertijd het risico van overbehandeling op de agenda zette. Ook bracht hij de Wet publieke gezondheid, gericht op onder andere pandemiebestrijding en de Wet ambulancezorg tot stand. In 2008 bracht hij samen met collega-minister Gerda Verburg de nota Gezonde voeding, van begin tot eind uit, waarin de aandacht werd gevestigd op goede voedingsgewoonten bij zowel ouderen als jongeren.
In 2009 was Klink als minister van VWS verantwoordelijk voor de inentingen ter bate van de bestrijding van de Mexicaanse griep en voor de HPV-vaccinaties bij meisjes.
In een enquête van Synovate kreeg Klink het rapportcijfer 5,2 voor zijn functioneren in 2008, het laagste van alle ministers. Hij was ook onbekend: slechts de helft van de ondervraagden kende hem.

### Lid Tweede Kamer, afscheid politiek
Na de Tweede Kamerverkiezingen van 2010 trad hij op 17 juni 2010 toe tot de Tweede Kamer. Na deze verkiezingen was Klink als onderhandelaar betrokken bij de formatie van een CDA-VVD-kabinet, gedoogd door de Partij voor de Vrijheid (PVV). Tijdens deze onderhandelingen deden diverse leden en politici van het CDA oproepen aan de eigen onderhandelaars om te stoppen met deze formatie, waarbij zelfs werd gerefereerd aan een mogelijke scheuring in het CDA.
Klink schreef een brief aan fractievoorzitter Maxime Verhagen en partijvoorzitter Henk Bleker waarin hij stelde persoonlijk niet verder te willen met de PVV, omdat de intentie van de PVV te veel zou afwijken van die van CDA en VVD. Deze brief lekte daarop uit. Klink kreeg binnen de CDA-fractie alleen bijval van Ad Koppejan en Kathleen Ferrier. Daarop wist Verhagen samen met Piet Hein Donner de dissidente parlementsleden te overtuigen het onderhandelingsresultaat af te wachten, maar PVV-leider Wilders brak alsnog de onderhandelingen af wegens gebrek aan vertrouwen in de CDA-fractie. In de nasleep van deze gebeurtenissen legde Klink op 6 september 2010 zijn functie als Tweede Kamerlid neer, waarbij hij stelde dat er voor hem een onwerkbare situatie was ontstaan doordat het vertrouwen als basis voor samenwerking binnen de fractie was verdwenen. In de Tweede Kamer werd hij vervangen door Raymond Knops, een voorstander van de gedoogvariant. Hierna accepteerde Wilders het hervatten van de onderhandelingen, en zou uiteindelijk alsnog het kabinet-Rutte I gevormd worden.
Bij de val van het kabinet-Rutte I, in april 2012, werd Klink vanwege zijn bezwaren tegen de samenwerking van zijn partij met de PVV, opnieuw in de pers genoemd. In de tijd daaropvolgend gaven meer partijgenoten aan dat de beslissing te gaan samenwerken met de PVV een verkeerde was, onder wie Verhagen.

### Na de politiek
Sinds 2011 is Klink als hoogleraar (in deeltijd) verbonden aan de Vrije Universiteit Amsterdam. Hij werkte van 2011 tot 2013 bij Booz&Co, een adviesbureau dat naderhand overging in Strategy& van PricewaterhouseCoopers (PWC).
Van 1 januari 2014 tot 1 juli 2021 was Klink lid van de Raad van Bestuur van zorgverzekeraar VGZ, vanaf 1 april 2021 als ad-interimvoorzitter. Hij beheerde hier de portefeuille Zorg. Sinds 1 juli 2021 is hij senior executive advisor bij PwC, waarbij zijn focus ligt op de uitbreiding van de zorgproposities binnen PwC Europa en het Midden Oosten.
Op 17 juni 2022 werd bekendgemaakt dat de ministerraad heeft ingestemd met de voordracht van Klink met ingang van 1 juli 2024 voor benoeming tot lid van de Wetenschappelijke Raad voor het Regeringsbeleid (WRR).

## Persoonlijk
Klink komt uit een gezin behorend tot de gereformeerde bond binnen de hervormde kerk, is gehuwd en heeft drie zonen.
- Gemeinsame Normdatei: 172189616
- International Standard Name Identifier: 0000 0000 2751 6315
- Library of Congress Control Number: n88181711
- NARCIS: PRS1324861
- Nederlandse Thesaurus van Auteursnamen: 073515329
- ORCID: 0000-0003-3471-6456
- Parlement.com: vgfy1fxggfps
- Système universitaire de documentation: 236683616
- Virtual International Authority File: 65566145
- WorldCat: E39PBJcWyqG3HDxXXtt9wfX68C